# Fosso (arma nuclear)

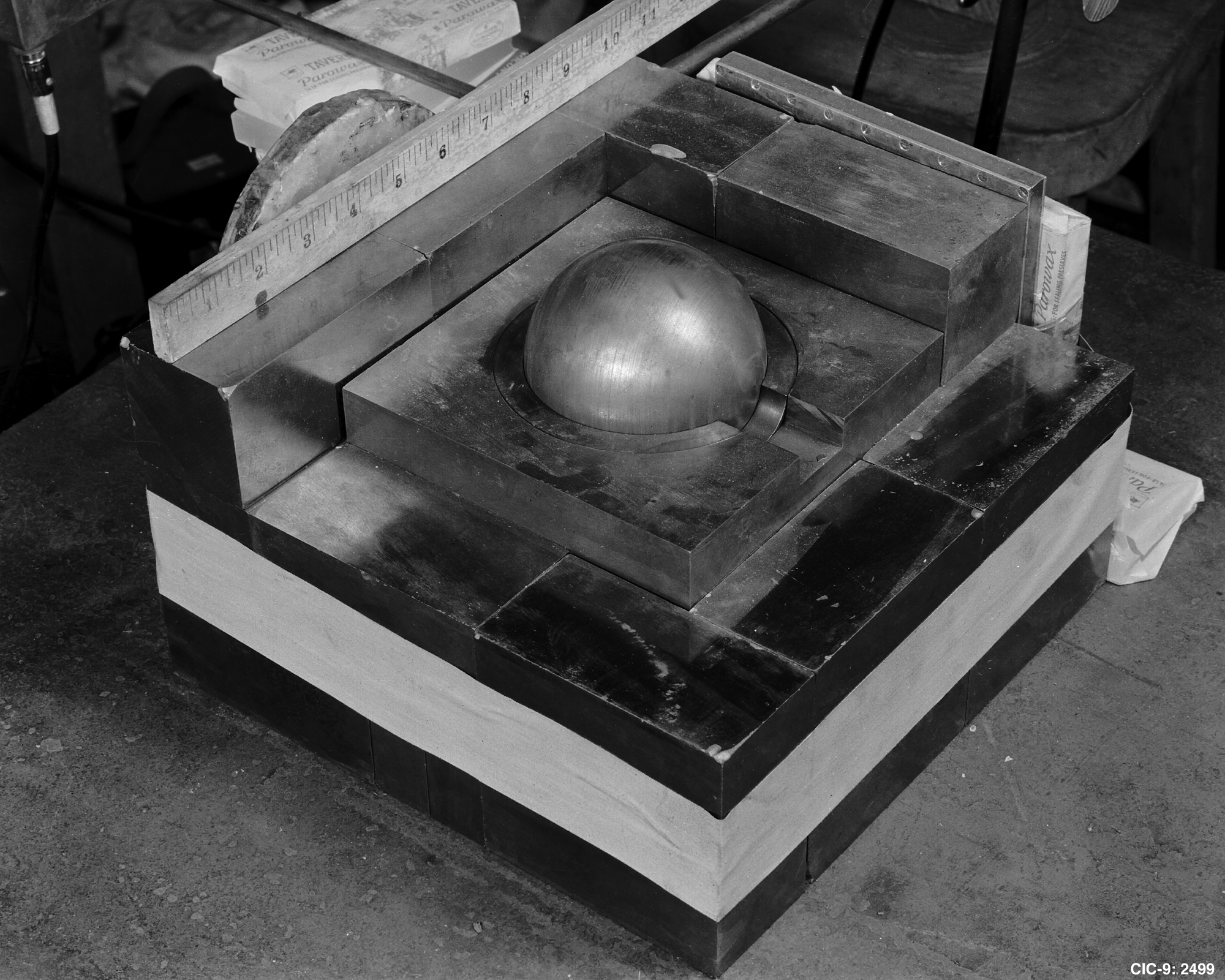
O Demon Core (Demônio Core) foi um fosso de plutônio que recebeu esse nome apos matar dois cientistas em acidentes de criticidade, ele foi utilizado no teste Able

Poço ou fosso é o núcleo de uma arma nuclear de fissão de design de implosão e o refletor de nêutrons ligado a ele. Alguns poços foram feitos de U-235 e outros de uma mistura Urânio-plutônio para testes durante a década de 1950. Os poços de plutônio tem sido os padrões desde a década de 1960.

## História
Os primeiros poços como os usados em Trinity e Fat Man eram duas meia-esferas que eram unidas para fazer o núcleo esférico, esses testes eram para ter uma cavidade oca (fosso levitado).
Em 1948 os testes da Operação Sandstone demonstraram que o design de fosso levitado dava uma breve onda de choque que aumentava o poder da implosão criando mais materia critica e aumentando o rendimento.
Mais tarde o Mark 5 dava a opção de escolher o fosso que poderia ser utilizado antes do bombardeio, variando as potências, isto era chamado de céu-aberto.
Anterior aos testes termonucleares  par ter certeza da reação de fusão entre tritio e deuterio, foram impregnados fossos ocos com uma mistura de 50% tritio 50% deuterio.
Os poços de Mark 4 eram LTC-49-C (levitado urânio-235), 49-LCC-C (levitado composto urânio, plutónio), e 50-LCC-C (composto levitado ).
Atualmente as armas não utilizam fossos removíveis, porem isso cria variantes delas.
O teste Ivy King que foi a mais poderosa arma de fissão pura tinha um poço de 60 kg de urânio enriquecido.
Fossos atuais tem 3 kg de plutônio anteriores tinham 6–5 kg. Com a criação da implosão linear puderam ser utilizados fossos não esféricos, perfeitos para o primário para armas termonucleares em forma de cone como a W88, frequentemente fossos são passados de uma arma para outra, os poços da ogivas aposentadas W68 seria passado para as ogivas W89 se este projeto não fosse cancelado.